# بال‌پرنده‌ای تالاد سیاه
بال‌پرنده‌ای تالاد سیاه (نام علمی: Troides dohertyi) نام یک گونه از بال‌پرنده‌ای است.

## نگارخانه

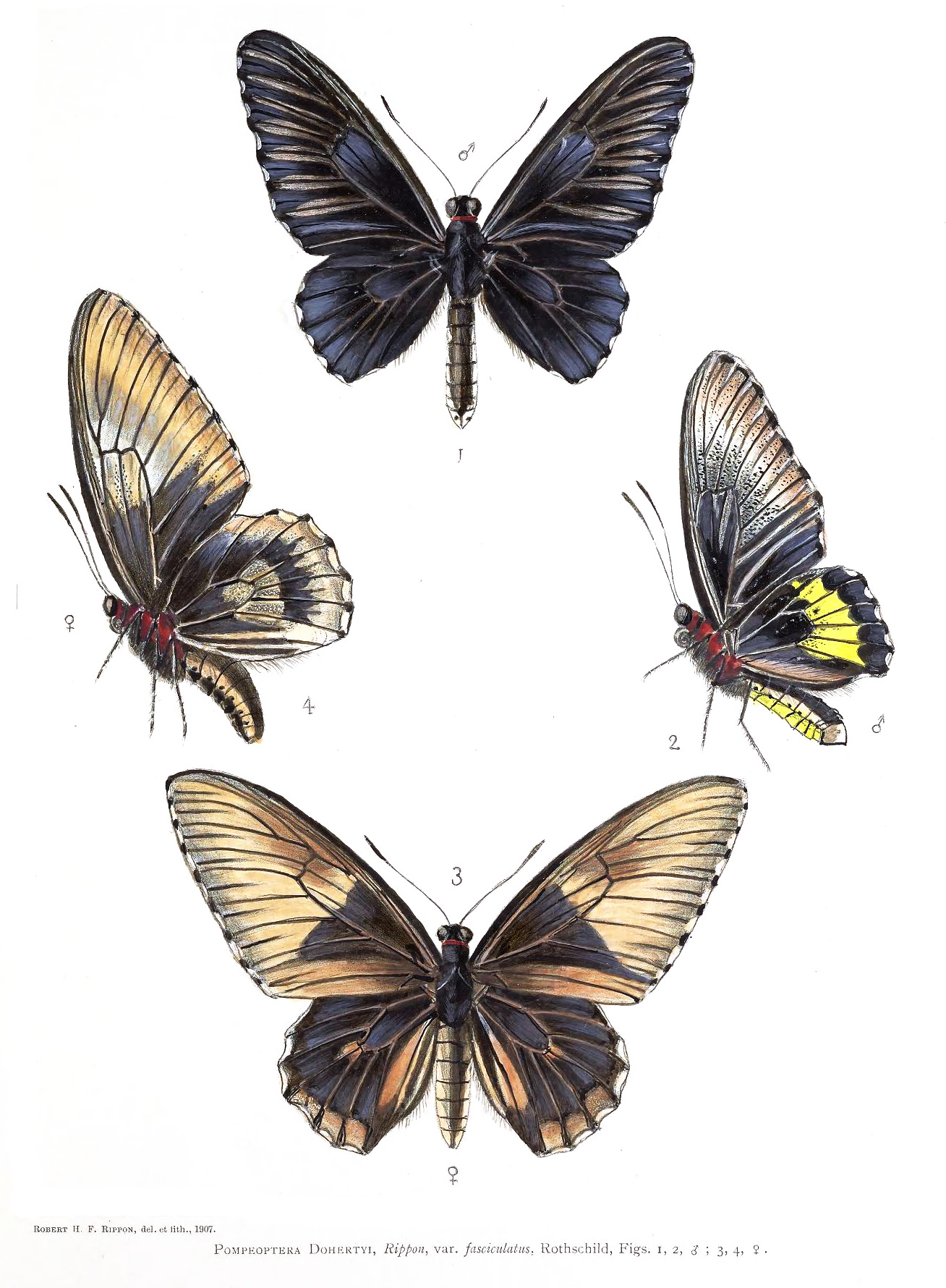
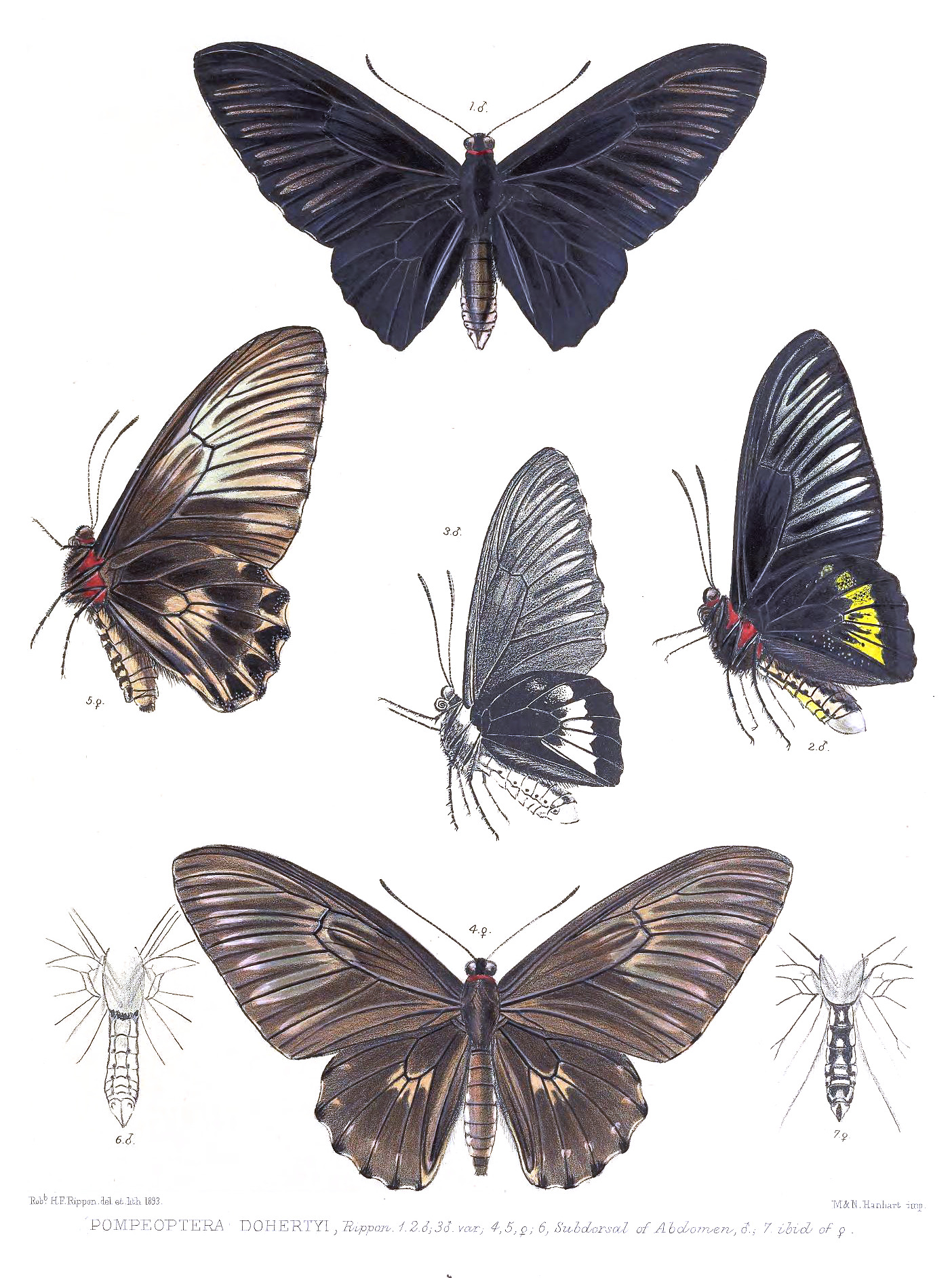